# Copaifera laevis
Copaifera laevis är en ärtväxtart som beskrevs av John Duncan Dwyer. Copaifera laevis ingår i släktet Copaifera, och familjen ärtväxter. Inga underarter finns listade i Catalogue of Life.